# Celtic Woman: The Greatest Journey
Celtic Woman: The Greatest Journey – czwarty album zespołu Celtic Woman. Wydany 28 października 2008 roku. Album składa się w utworów zawartych w ich debiutanckim albumie Celtic Woman oraz w Celtic Woman: A New Journey, a także zawiera trzy nowe utwory.
Album zawiera występy wokalistek Chloë Agnew, Órla Fallon, Lynn Hilary, Lisy Kelly, Méav Ní Mhaolchatha oraz skrzypaczki Máiréad Nesbitt. Utwory zostały wydane na CD i DVD.

## Lista utworów
| Nr  | Tytuł                                            | Wykonawca                                                                  | Czas  |
| --- | ------------------------------------------------ | -------------------------------------------------------------------------- | ----- |
| 1.  | "The Call"                                       | Chloë Agnew, Órla Fallon, Lynn Hilary, Lisa Kelly, Máiréad Nesbitt         | 04:19 |
| 2.  | "Pie Jesu"                                       | Chloë Agnew, Lynn Hilary, Máiréad Nesbitt                                  | 03:31 |
| 3.  | "Harry's Game"                                   | Órla Fallon                                                                | 02:32 |
| 4.  | "The Butterfly"                                  | Máiréad Nesbitt                                                            | 03:02 |
| 5.  | "The Voice"                                      | Lisa Kelly                                                                 | 03:07 |
| 6.  | "Danny Boy"                                      | Méav Ní Mhaolchatha                                                        | 03:26 |
| 7.  | "Orinoco Flow"                                   | Órla Fallon, Lisa Kelly, Méav Ní Mhaolchatha                               | 03:33 |
| 8.  | "You Raise Me Up"                                | Chloë Agnew, Órla Fallon, Lynn Hilary, Lisa Kelly, Máiréad Nesbitt         | 04:42 |
| 9.  | "Shenandoah - The Contradiction"                 | Máiréad Nesbitt                                                            | 04:04 |
| 10. | "Isle of Inisfree"                               | Órla Fallon                                                                | 03:29 |
| 11. | "Dúlamán"                                        | Méav Ní Mhaolchatha                                                        | 03:06 |
| 12. | "Green the Whole Year Round"                     | Lisa Kelly                                                                 | 04:49 |
| 13. | "Ave Maria"                                      | Chloë Agnew                                                                | 02:55 |
| 14. | "The Sky and the Dawn and the Sun"               | Chloë Agnew, Órla Fallon, Lisa Kelly, Máiréad Nesbitt, Méav Ní Mhaolchatha | 05:21 |
| 15. | "Somewhere"                                      | Chloë Agnew, Órla Fallon, Lisa Kelly, Méav Ní Mhaolchatha                  | 02:14 |
| 16. | "Beyond the Sea"                                 | Chloë Agnew, Órla Fallon, Lisa Kelly, Máiréad Nesbitt, Méav Ní Mhaolchatha | 03:21 |
| 17. | "Mo Ghile Mear" (bonus; na żywo z zamku w Slane) | Chloë Agnew, Órla Fallon, Lisa Kelly, Máiréad Nesbitt, Méav Ní Mhaolchatha | 05:06 |
| 18. | "Spanish Lady" (bonus; na żywo z zamku w Slane)  | Chloë Agnew, Órla Fallon, Lisa Kelly, Máiréad Nesbitt, Méav Ní Mhaolchatha | 02:18 |

### Bonus w japońskiej edycji
| Nr  | Tytuł                                            | Wykonawca                                                                  | Czas  |
| --- | ------------------------------------------------ | -------------------------------------------------------------------------- | ----- |
| 17. | "Mo Ghile Mear" (bonus; na żywo z zamku w Slane) | Chloë Agnew, Órla Fallon, Lisa Kelly, Máiréad Nesbitt, Méav Ní Mhaolchatha | 05:06 |
| 18. | "At the Céilí"                                   | Órla Fallon, Lisa Kelly, Máiréad Nesbitt, Méav Ní Mhaolchatha              |       |
| 19. | "Spanish Lady" (bonus; na żywo z zamku w Slane)  | Chloë Agnew, Órla Fallon, Lisa Kelly, Máiréad Nesbitt, Méav Ní Mhaolchatha | 02:18 |
| 20. | "Walking in the Air"                             | Chloë Agnew                                                                |       |